# Piazza Tito (Capodistria)
La piazza Tito (in sloveno Titov trg) è la piazza principale di Capodistria, in Slovenia.
Considerata una delle più belle e scenografiche piazze urbane dell'ex territorio della Repubblica di Venezia, gli elementi architettonici più importanti che la circondano furono realizzati nel XV secolo: il palazzo Pretorio, il palazzo della Loggia, la cattedrale dell'Assunta e di San Nazario, l'Armeria e la Foresteria.
Nel corso dei secoli, la piazza è stata il centro della città e ha mantenuto nel ventunesimo secolo la vitalità delle attività amministrative ed economiche della città e funge da giunzione delle principali vie di comunicazione della città di Capodistria. Durante la stagione gioca anche quale punto di attrazione culturale grazie ad una grande varietà di manifestazioni ed eventi culturali.
La piazza venne documentata originariamente come communis Plathea o Plathea communis o Plathea comunitatis, mentre già in una mappa del 1616 appare come piazza del mercato. Nel catasto austro-ungarico viene chiamata piazza Lipsia, in ricordo del luogo in cui le forze austriache sconfissero le truppe di Napoleone. Nel corso della storia, la piazza assunse denominazioni diverse: Plathea comunis, Plathea comunitas, Piazza, Piazza Roma e altri, fino al 1946, quando fu intitolata al maresciallo Tito, ex presidente della Jugoslavia. Alcuni anni dopo, fu rinominata in Piazza della Repubblica, per poi ritornare Piazza Tito nel 1956.
La porzione di piazza compresa tra la cattedrale e il palazzo diocesano era chiamata piazza del Duomo (almeno fino al 1905). Durante l'epoca fascista venne ribattezzata piazza Roma, mentre dopo la seconda guerra mondiale divenne prima piazza della Rivoluzione e dal 1956 assunse il suo nome attuale.
La piazza è stata dichiarata patrimonio culturale immobile dal ministero della cultura sloveno.